# The Sinking City
The Sinking City est un jeu vidéo d'aventure développé par Frogwares, sorti le 27 juin 2019 sur Microsoft Windows, PlayStation 4 et Xbox One, le 12 septembre 2019 sur Nintendo Switch et le 28 avril 2021 sur Playstation 5 et Xbox Series.

## Trame

### Univers
Le jeu se déroule dans un univers lovecraftien dans la ville fictive d'Oakmont, au Massachusetts, envahie par les eaux et par des créatures étranges, où y règne le culte des Grands Anciens.

### Personnages
Le personnage principal s'appelle Charles W. Reed, détective privé, qui devra mener et résoudre différentes enquêtes, tout en étant la proie à certains rêves étranges.

## Système de jeu
Le joueur dirige le personnage principal en vue à la troisième personne. Le personnage principal aura entre autres la possibilité, dans certains lieux, d'entrevoir une scène s'étant déroulée au même endroit, dans un passé plus ou moins éloigné.
La ville d'Oakmont est présentée dans le jeu comme un monde ouvert avec des passages inondés. L'espace urbain est divisé en sept districts auxquels le joueur pourra accéder en fonction du niveau d'eau envahissant la ville.

## Développement
Annoncé au départ sur Windows, PS4 et Xbox One, le jeu est aussi finalement annoncé sur Nintendo Switch lors de l'E3 2019.
D'abord annoncé pour le 21 mars 2019, le jeu est finalement décalé au 27 juin 2019. La version Nintendo Switch sera annoncé quelques mois plus tard pour sortir le 12 septembre de la même année.
En 2021, Frogwares annonce la sortie du jeu sur Xbox Series et Playstation 5 le 28 avril 2021 sans smart delivery.